# Gamasiphis aduncus
Gamasiphis aduncus är en spindeldjursart som beskrevs av Ma 2004. Gamasiphis aduncus ingår i släktet Gamasiphis och familjen Ologamasidae. Inga underarter finns listade i Catalogue of Life.